# Перекопский перешеек

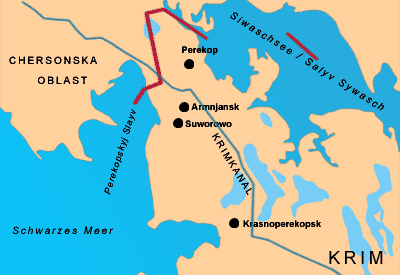
Карта перешейка

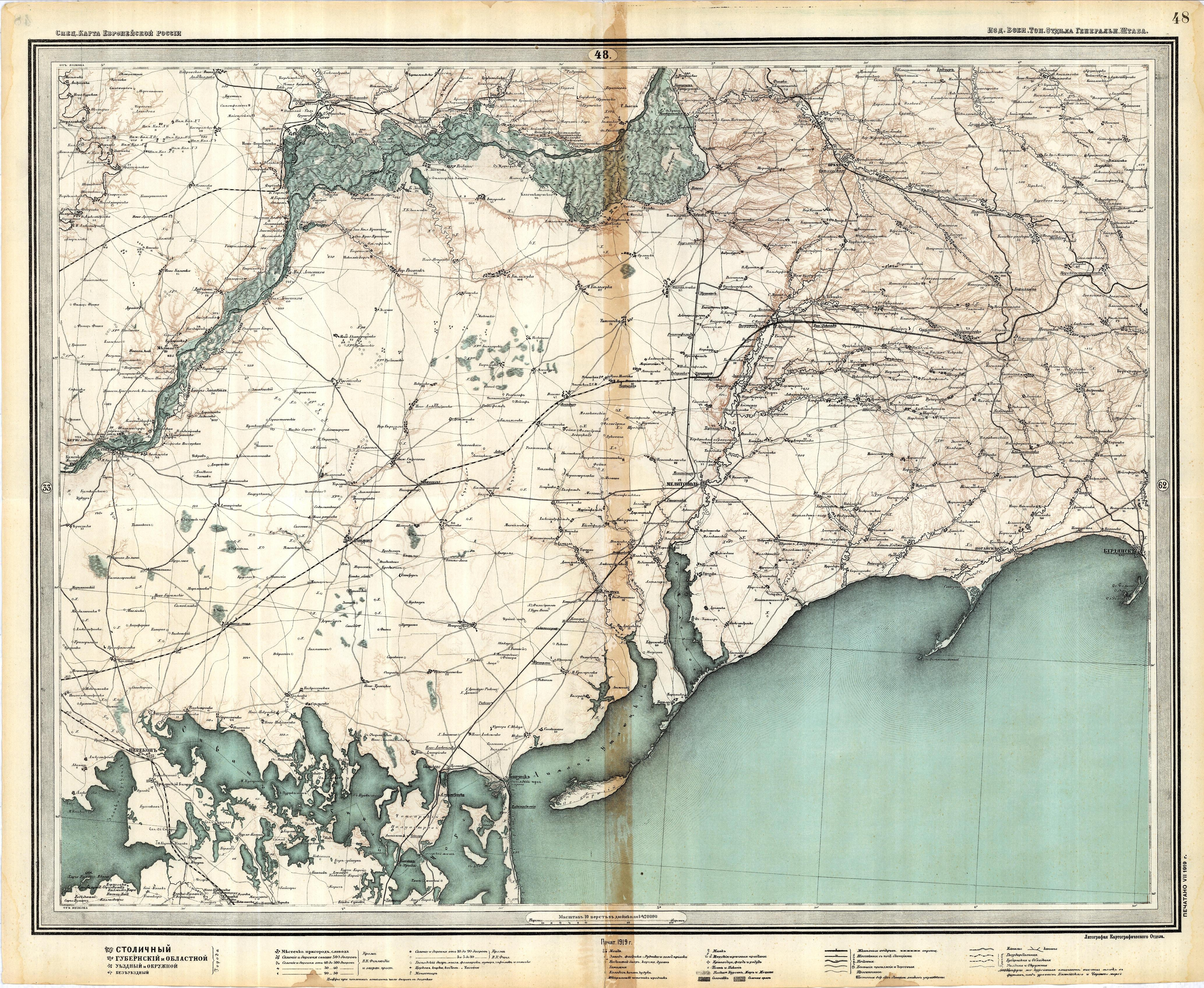

Переко́пский переше́ек (укр. Перекопський перешийок, крымскотат. Or boynu, Ор бойну) соединяет Крым с материком, разделяет Азовское море (залив Сиваш, расположенный в западной части моря) и Чёрное море (Перекопский залив в восточной части Каркинитского залива, расположенного в северо-западной части моря).
Является самой северной частью Крыма.
Длина перешейка — 30 км. Ширина: 7 км в самом узком месте, 9,2 км в южной части.
В древности Перекопский перешеек носил другие названия: Страбон называл его Истм (в переводе просто «перешеек»), генуэзцы — Зухало, на крымскотатарском языке эта местность называется Ор. На его территории находится мощное фортификационное сооружение древности — Перекопский вал.
На севере Перекопского перешейка находится город Армянск, а также село Перекоп, расположенное на месте одноимённого исторического города, который был разрушен во время Гражданской войны. На юге перешейка начинается Перекопская группа озёр; там же расположен город Красноперекопск.
Через перешеек проложены автомагистраль, железная дорога, линии электропередачи, Северо-Крымский канал, имеющие важнейшее значение для Крыма, но сейчас функционирует только автодорога.
Также по нему проходит административная граница Херсонской области и (Автономной) Республики Крым.

## Каналы через перешеек
В разные времена существовало много нереализованных проектов строительства канала из Сиваша в Каркинитский залив. 
В турецкий период этот канал существовал, это был ров Перикопского (турецкого) вала, но после прихода Российской империи он был засыпан за ненадобностью. Также были проекты его воссоздания у Германии, СССР и Украины. Но создание подобного канала сопряжено с огромными затратами на дноуглубительные работы в Сиваше и чревато загрязнением Каркинитского залива и фактической ликвидацией Северо-Крымского канала.